# مارسی-هولمز (مینیاپولیس)
مارسی-هولمز (به انگلیسی: Marcy-Holmes) یک منطقهٔ مسکونی در ایالات متحده آمریکا است که در مینیاپولیس واقع شده‌است. مارسی-هولمز ۱۵٬۱۴۹ نفر جمعیت دارد.